# Ikuzo Saito
Ikuzo Saito, född den 11 augusti 1960 i Matsusaka, Japan, är en japansk brottare som tog OS-brons i lätt flugviktsbrottning i den grekisk-romerska klassen 1984 i Los Angeles. 